# 奧達伊夫

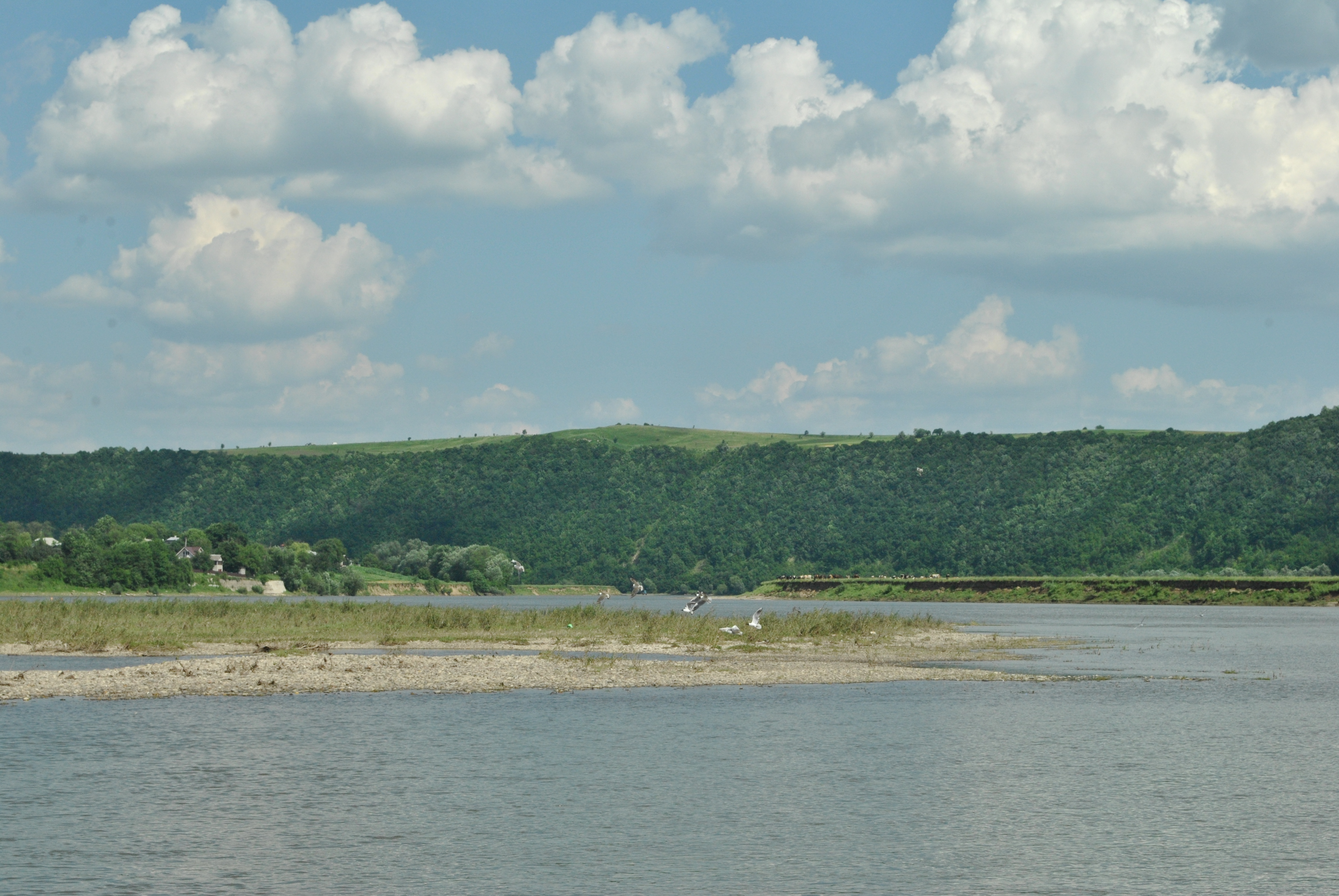

奧達伊夫（烏克蘭語：Одаїв），是烏克蘭西部的村莊，隸屬伊萬諾-弗蘭科夫斯克州的伊萬諾-弗蘭科夫斯克區。該村始建於1744年，面積4.51平方公里，2001年人口362，人口密度每平方公里80.3人。